# Castro de São Miguel de Amêndoa
Le Castro de São Miguel de Amêndoa est un site archéologique présentant les ruines d'une castramétation correspondant à un castro préhistorique de l'âge de fer, probablement occupé à l'époque de la conquête romaine de la péninsule Ibérique entre le Ier siècle et le VIIe siècle. Il est situé dans la freguesia de Amêndoa (pt), sur le territoire de la municipalité de Mação (district de Santarém, Portugal),.
Il est classé Monument national depuis 1950.

## Description
Ce castro se dresse sur une colline isolée à 497 m d'altitude. Il est de plan quadrangulaire irrégulier et son périmètre fortifié est presque continu à la base des murs, construits en maçonnerie et granit sans mortier. L'enceinte de section sud-ouest mesure environ 80 m et long et 1,80 m d'épaisseur. 
Du côté nord-ouest, il comprend une enceinte rectangulaire reliée à la section nord-ouest du mur, d'une épaisseur d'environ 1,50 m, correspondant peut-être à une éventuelle citadelle. Elle présente des bâtiments domestiques carrés et rectangulaires, ces derniers à deux ou trois compartiments, construits en maçonnerie avec mortier, concentrés principalement du côté sud. L'habitat comprend une cinquantaine de maisons, dont dix ont été fouillées, avec sept unités intra-muros et trois unités extra-muros. Une ruelle escarpée et irrégulièrement large a été identifiée, allant de 0,90 m à 0,60 m.
Les vestiges recueillis sont conservés au musée de Mação et comprennent des ustensiles en pierre polie, des meules et des objets en céramique, fabriqués à la main ou au tour.